# 雷·布朗（摔跤）
雷·布朗（英語：Ray Brown，1943年2月16日—），澳大利亚男子摔跤运动员。他曾代表澳大利亚参加1974年英联邦运动会摔跤比赛，获得一枚铜牌。他也曾参加1964年夏季奥林匹克运动会。